# Hellsing
Hellsing (japonsky ヘルシング, Herušingu) je japonská manga, kterou napsal a ilustroval Kóta Hirano. Celá manga série byla publikována v časopise Young King Ours od roku 1997 do 2008. Příběh se odehrává ve Velké Británii, kde tajná organizace Hellsing bojuje proti upírům, ghúlům a všemu zlému.
Na motivy mangy vznikl 13dílný anime seriál a vychází OVA.

## Hlavní postavy

### Organizace Hellsing
Jedná se o organizaci bojující proti nadpřirozenému zlu a především proti upírům. Údajně ji založil Abraham Van Helsing, který jako první zkrotil nejsilnějšího upíra Alucarda. Za 2. světové války ji řídil Sir Arthur Hellsing. Po jeho smrti převzala vedení organizace jeho dcera Lady Integra Hellsing.
Alucard
Starodávný a mocný upír, sloužící rodině Hellsingů. Nejsilnější zbraň organizace Hellsing. Jeho jméno čteno pozpátku znamená Dracula. Opravdu je oním historickým Draculou, což mu dává neskutečnou moc a sílu.
Integra Hellsing
Celým jménem Sir Integra Fairbrook Wingates Hellsing. Nejvyšší velitelka organizace Hellsing. Jako velmi mladá převzala svou pozici po otci. Její oblíbenou zbraní je meč, ačkoli používá i jiné.
Victoria Seras
Mladá policistka, která se po „nehodě“ stala upírkou. Jejím mistrem je Alucard a stala se součástí organizace Hellsing. Jejími oblíbenými zbraněmi jsou zbraně dlouhou vzdálenost.
Walter C. Dornez
Starý a oddaný sluha rodiny Hellsingů, bývalý mistr mezi lovci upírů. Jeho oblíbenou zbraní jsou dráty ostré jako břitva.

### Sekce XIII Iskariot
Přísně tajná katolická sekce Vatikánu, pověřená ničením démonů a nadpřirozeného zla.
Enrico Maxwell
Náboženský fanatik a vůdce Iskariotů.
Alexander Anderson
Římskokatolický kněz ale hlavně Iskariotský zabiják. Upraven pro boj s nadpřirozenými monstry, je takzvaný regenerátor. Jeho zbraněmi jsou stříbrné čepele.
Heinkel Wolfe
Yumie Takagi
japonská šílená Jeptiška ,která geniálně ovládá katanu

### Millennium
Poslední nacistický pluk, který se za 2. světové války zabýval nadpřirozenými jevy a snahou vytvořit umělé upíry. Po skončení války, se jeho zbytek ukrýval v Jižní Americe. Členové Milénia jsou převážně upíři, vlkodlaci a jiné nemrtvé stvůry. Usilují o pomstu z prohry 2. světové války tím, že chtějí rozpoutat věčnou válku.
Major Krieg
Celým jménem Max Montana. Byl sebevědomý major SS, velící projektu tvoření umělých upírů. Je posedlý touhou rozpoutat nekonečnou válku.
Kapitán Hans Günsche
Majorův bodyguard a věrný voják Milenia.
Rip van Winkle
Upírka, která disponuje magickou mušketou s její pomocí dokáže sestřelit a zastřelit cokoliv. Nechá si říkat,, lovkyně "
Schrödinger
Doc
Doktor zodpovědný za přeměnu vojáků na upíry.
Tubalcain Alhambra

### Divoké husy
Žoldáci, najatí organizací Hellsing kvůli doplnění stavů po útoku na velitelství.
Pip Bernadotte
Šéf žoldáků

## Zpracování

### Manga
Série začala vycházet roku 1997, poslední kapitola vyšla v listopadu 2008.

#### Hellsing: The Dawn
V roce 2001 autor Kouta Hirano začal vydávat mangu, dějově posazenou před děj Hellsingu. Příběh se odehrává za 2. světové války, kdy mladý Walter C. Dornez a Alucard zaútočí na základnu Millénia. Tato manga by měla být součástí Hellsing OVA.

### Anime
Na motivy mangy vytvořilo studio Gonzo 13dílný seriál se stejnými postavami, avšak s rozdílným příběhem. V Japonsku mělo premiéru 10. 10. 2001 a vysílalo se až do 16. 1. 2002.

### OVA
Hellsing Ultimate je OVA, ze začátku vydávaný studiem Satelight, později (od 5. dílu) studiem Madhouse.
| Díl #                 | Datum vydání |
| --------------------- | ------------ |
| 1                     | 10. 2. 2006  |
| 2                     | 25. 8. 2006  |
| 3                     | 4. 4. 2007   |
| 4                     | 22. 2. 2008  |
| 5                     | 21. 11. 2008 |
| 6                     | 24. 7. 2009  |
| 7                     | 23. 12. 2009 |
| 8                     | 27. 7. 2011  |
| 9                     | 15. 02. 2012 |
| 10                    | 26. 12. 2012 |
| Hellsing The Dawn OVA | 2011         |